# Goya 1994
Die 8. Verleihung des Goya fand am 21. Januar 1994 im Palacio de Congresos in Madrid statt. Der spanische Filmpreis wurde in 22 Kategorien vergeben. Zusätzlich wurde ein Ehren-Goya verliehen. Die Preisverleihung wurde von der Schauspielerin Rosa Maria Sardà moderiert.

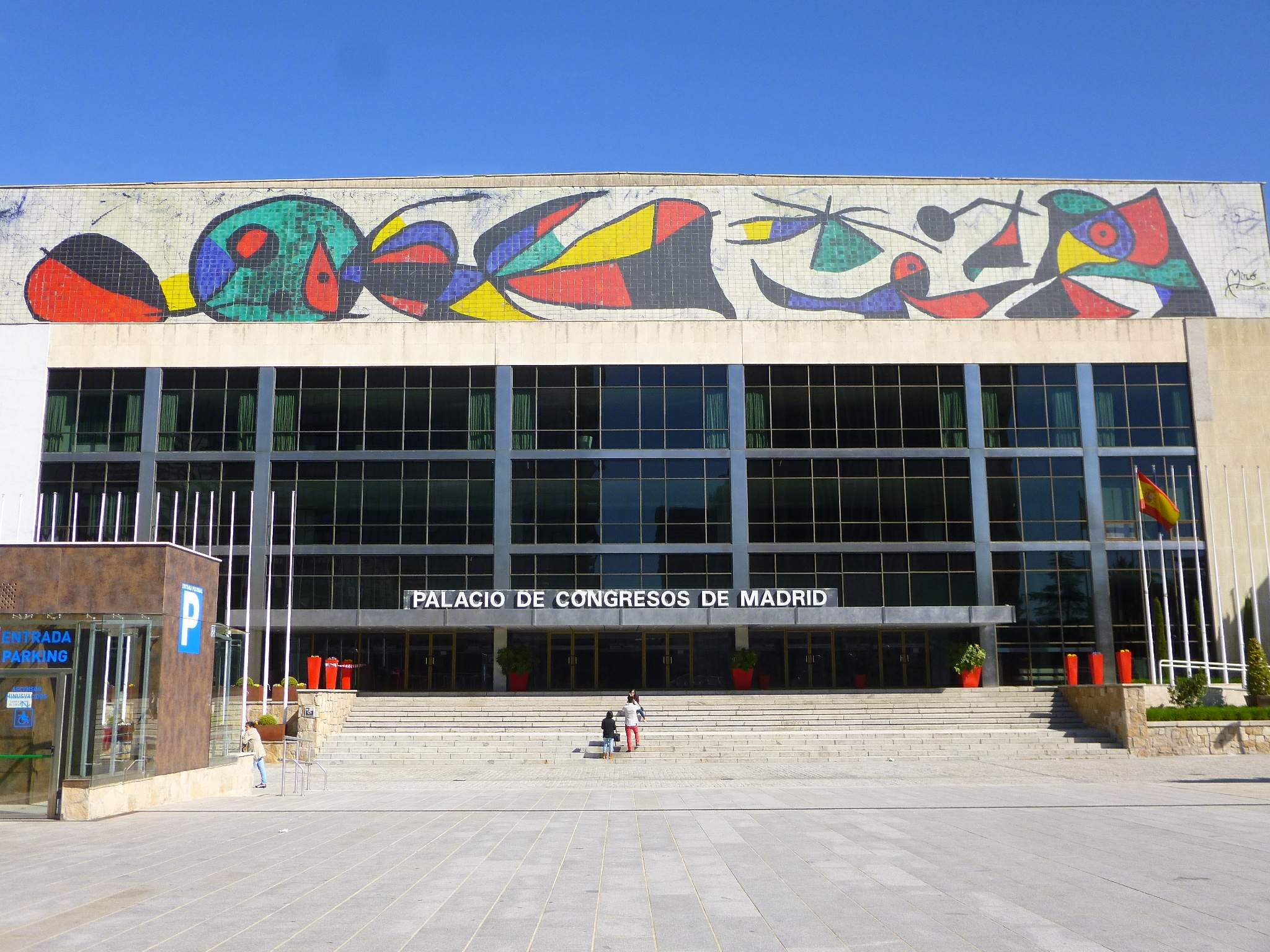
Der Palacio de Congresos, der Veranstaltungsort der Verleihung

## Gewinner und Nominierte
| Statistik (Filme mit mehr als einer Nominierung) N=Nominierung; A=Auszeichnung |   |   |
| Film                                                                           | N | A |
| Kika                                                                           | 8 | 1 |
| Tirano Banderas                                                                | 7 | 6 |
| Madre Gilda                                                                    | 7 | 1 |
| Todos a la cárcel                                                              | 5 | 3 |
| Intruso                                                                        | 5 | 0 |
| Sombras en una batalla                                                         | 4 | 2 |
| Die tote Mutter                                                                | 4 | 1 |
| Das rote Eichhörnchen                                                          | 3 | 1 |
| El pájaro de la felicidad                                                      | 2 | 1 |
| Mein Seelenbruder                                                              | 2 | 1 |
| ¿Por qué le llaman amor cuando quieren decir sexo?                             | 2 | 1 |

### Bester Film (Mejor película)
Todos a la cárcel – Regie: Luis García Berlanga
- Sombras en una batalla – Regie: Mario Camus
- Intruso – Regie: Vicente Aranda

### Beste Regie (Mejor dirección)
Luis García Berlanga – Todos a la cárcel
- Juanma Bajo Ulloa – Die tote Mutter (La madre muerta)
- Vicente Aranda – Intruso

### Beste Nachwuchsregie (Mejor dirección novel)
Mariano Barroso – Mein Seelenbruder (Mi hermano del alma)
- Arantxa Lazkano – Urte ilunak
- José Ángel Bohollo – Ciénaga

### Bester Hauptdarsteller (Mejor actor)
Juan Echanove – Madre Gilda (Madregilda)
- Carmen Maura – Intruso
- Javier Bardem – Macho (Huevos de oro)

### Beste Hauptdarstellerin (Mejor actriz)
Verónica Forqué – Kika
- Victoria Abril – Sombras en una batalla
- Emma Suárez – Das rote Eichhörnchen (La ardilla roja)

### Bester Nebendarsteller (Mejor actor de reparto)
Fernando Valverde – Sombras en una batalla
- Javier Gurruchaga – Tirano Banderas
- Juan Echanove – Mein Seelenbruder (Mi hermano del alma)

### Beste Nebendarstellerin (Mejor actriz de reparto)
Rosa Maria Sardà – ¿Por qué le llaman amor cuando quieren decir sexo?
- María Barranco – Das rote Eichhörnchen (La ardilla roja)
- Rossy de Palma – Kika

### Bestes Originaldrehbuch (Mejor guion original)
Mario Camus – Sombras en una batalla
- Ángel Fernández Santos und Francisco Regueiro – Madre Gilda (Madregilda)
- Jorge Berlanga und Luis García Berlanga – Todos a la cárcel

### Bestes adaptiertes Drehbuch (Mejor guion adaptado)
José Luis García Sánchez und Rafael Azcona – Tirano Banderas
- Guillem-Jordi Graells und Gonzalo Herralde – La febre d’or
- Vicente Aranda – El amante bilingüe

### Beste Produktionsleitung (Mejor dirección de producción)
José Luis García Arrojo – Tirano Banderas
- Esther García – Kika
- Ricardo García Arrojo – Todos a la cárcel

### Beste Kamera (Mejor fotografía)
José Luis Alcaine – El pájaro de la felicidad
- Javier Aguirresarobe – Die tote Mutter (La madre muerta)
- José Luis López-Linares – Madre Gilda (Madregilda)

### Bester Schnitt (Mejor montaje)
Pablo González del Amo – Tirano Banderas
- Pablo Blanco – Die tote Mutter (La madre muerta)
- Teresa Font – Intruso

### Bestes Szenenbild (Mejor dirección artística)
Félix Murcia – Tirano Banderas
- Alain Bainée und Javier Fernández – Kika
- Luis Vallés – Madre Gilda (Madregilda)

### Beste Kostüme (Mejor diseño de vestuario)
Andrea D’Odorico – Tirano Banderas
- Gumersindo Andrés – Madre Gilda (Madregilda)
- José María De Cossío – Kika

### Beste Maske (Mejor maquillaje y peluquería)
Solange Anmaitre und Magdalena Álvarez – Tirano Banderas
- Gregorio Ros und Jesús Moncusi – Kika
- Odile Fourquin und María del Mar Paradela – Madre Gilda (Madregilda)

### Beste Spezialeffekte (Mejores efectos especiales)
Poli Cantero – Die tote Mutter (La madre muerta)
- Olivier Gleyze, Yves Domenjoud und Jean-Baptiste Bonetto – Kika
- Reyes Abades – Madre Gilda (Madregilda)

### Bester Ton (Mejor sonido)
Gilles Ortion, Daniel Goldstein, Manuel Cora, Alberto Herena und Enrique Quintana – Todos a la cárcel
- Carlos Faruolo – El pájaro de la felicidad
- Jean-Paul Mugel und Graham V. Hartstone – Kika

### Beste Filmmusik (Mejor música original)
Alberto Iglesias – Das rote Eichhörnchen (La ardilla roja)
- José Nieto – Intruso
- Manolo Tena – ¿Por qué lo llaman amor cuando quieren decir sexo?

### Bester Kurzfilm (Mejor cortometraje de ficción)
Perturbado – Regie: Santiago Segura
- Cita con Alberto – Regie: Josu Bilbao
- Ivorsi – Regie: Josep M. Canyameras
- Maldita suerte – Regie: José Maria Borrell
- Quien mal anda mal acaba – Regie: Carles Sans

### Bester Dokumentarkurzfilm (Mejor cortometraje documental)
Verano en la universidad – Regie: Nacho Faerna
- El largo viaje de Rústico – Regie: Rolando Díaz
- Walter Peralta – Regie: Jordi Mollà

### Bester europäischer Film (Mejor película europea)
Drei Farben: Blau (Trois couleurs: bleu), Frankreich – Regie: Krzysztof Kieślowski
- Peter’s Friends, Großbritannien – Regie: Kenneth Branagh
- The Crying Game, Großbritannien – Regie: Neil Jordan

### Bester ausländischer Film in spanischer Sprache (Mejor película extranjera de habla hispana)
Gatica, el mono, Argentinien – Regie: Leonardo Favio
- Golpes a mi puerta, Venezuela – Regie: Alejandro Saderman
- Johnny 100 Pesos (Johnny 100 pesos), Chile – Regie: Gustavo Graef Marino

## Ehrenpreis (Goya de honor)
- Tony Leblanc, spanischer Schauspieler